# R-Boot
R-Boot, contrazione della parola Räumboote ovvero "dragamine" in lingua tedesca, è un termine generico per indicare una vasta serie di piccoli dragamine costieri impiegati dalla Kriegsmarine durante la seconda guerra mondiale.
Prodotti a partire dal 1930 e fino agli ultimi anni del conflitto in più serie via via aumentate in dimensioni e armamento fino a un totale di circa 300 unità, gli R-Boot si dimostrarono unità polivalenti, impiegabili non solo nel loro ruolo originario di dragamine ma anche come posamine costieri, pattugliatori, cannoniere leggere, unità per la scorta ai convogli o per la protezione dei sommergibili in entrata o uscita dalle basi navali.
Gli R-Boot furono impiegati in tutti i teatri navali europei in cui furono attive le forze tedesche, dal Mare del Nord e canale de La Manica al Mar Nero, e dal Mar Baltico al mar Mediterraneo; in ragione di questo intenso impiego le perdite furono pesanti e solo circa 140 unità sopravvissero alla guerra. Vari R-Boot furono spartiti tra gli Alleati vittoriosi, ma un certo numero fu lasciato in forza alla German Mine Sweeping Administration, l'organizzazione tedesca ma sotto controllo alleato incaricata di rimuovere i campi minati navali depositati dalla Germania durante la guerra; ventiquattro R-Boot transitarono nel 1956 nei ranghi della rinata Bundesmarine tedesca, rimanendo in servizio fino all'inizio degli anni 1960.

## Caratteristiche

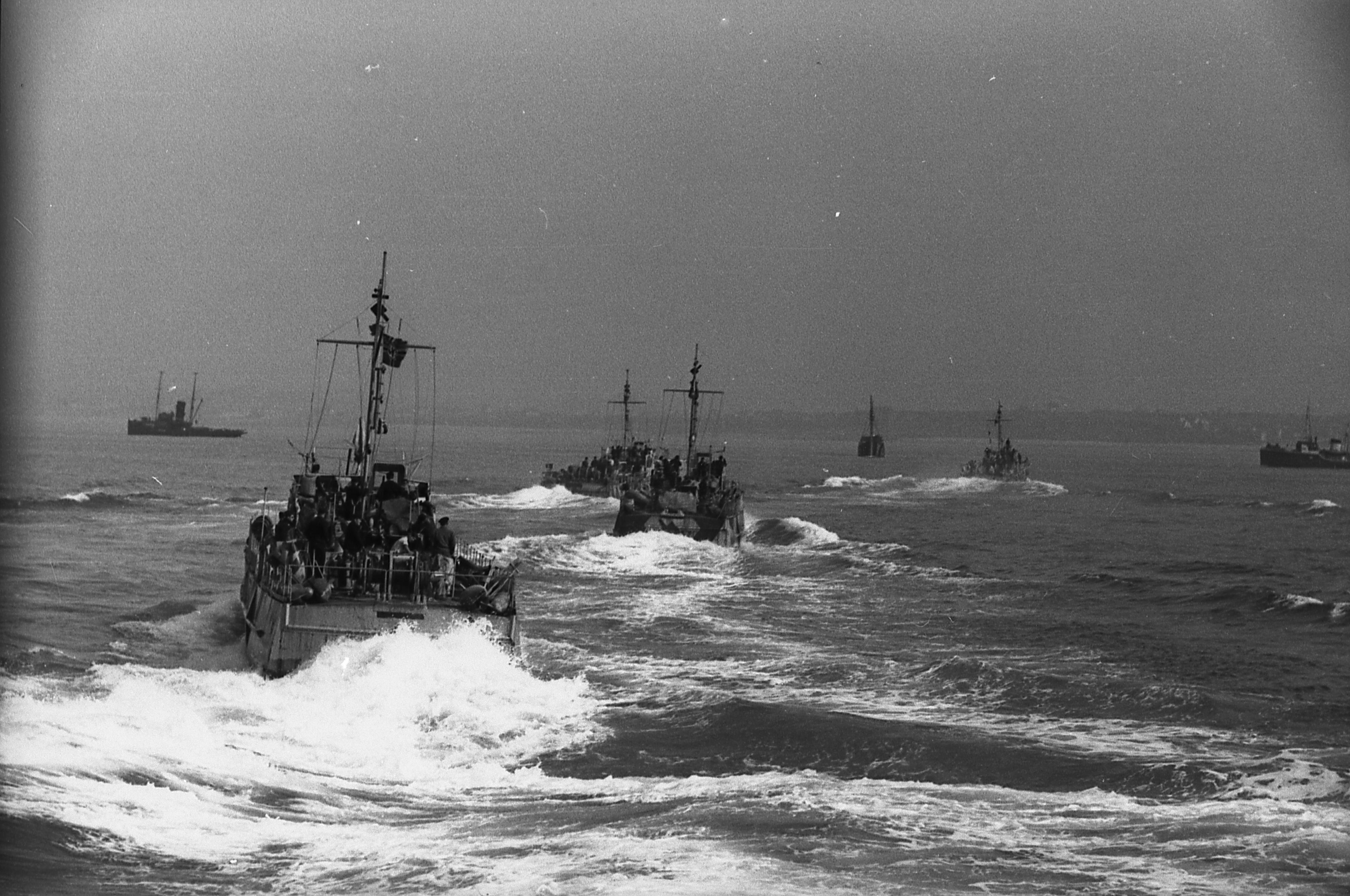
Una flottiglia di R-Boot in navigazione nelle acque della Francia occupata

I primi R-Boot furono commissionati nel 1930 ai cantieri navali della Lürssen di Brema, la stessa ditta costruttrice dei primi modelli di motosiluranti della Marina tedesca (S-Boot). Il primo lotto di otto unità (da R-1 a R-8) era fondamentalmente identico alle motosiluranti prodotte dalla Lürssen nello stesso periodo, ma senza l'armamento silurante tipico delle seconde: al loro posto gli R-Boot imbarcavano un'attrezzatura per il dragaggio delle mine, oppure le sistemazioni per ospitare a bordo e depositare otto mine navali. L'armamento era ridotto a un'unica mitragliatrice pesante.
Al primo lotto ne seguì un secondo sempre di otto unità (da R-9 a R-16), fondamentalmente identico al primo ma leggermente più grande (il dislocamento saliva da 43 a 52 tonnellate); la costruzione fu affidata anche alla Abeking & Rasmussen di Brema e alla Schlichting di Lubecca, divenute poi le principali ditte produttrici degli R-Boot. Nel 1934 la Marina tedesca commissionò una versione più ingrandita, prestante e armata degli R-Boot: la serie da R-17 a R-24 vide quindi il dislocamento crescere a 120 tonnellate e l'armamento di artiglieria a due mitragliere da 20 mm, mentre invariata rimaneva la possibilità di imbarcare e rilasciare otto mine navali. Nel 1936 venne prodotta una nuova serie (da R-25 a R-40), con poche modifiche rispetto alla precedente tra cui un pescaggio più ridotto; entrambe le serie furono poi riprodotte durante gli anni della seconda guerra mondiale con solo minime modifiche.

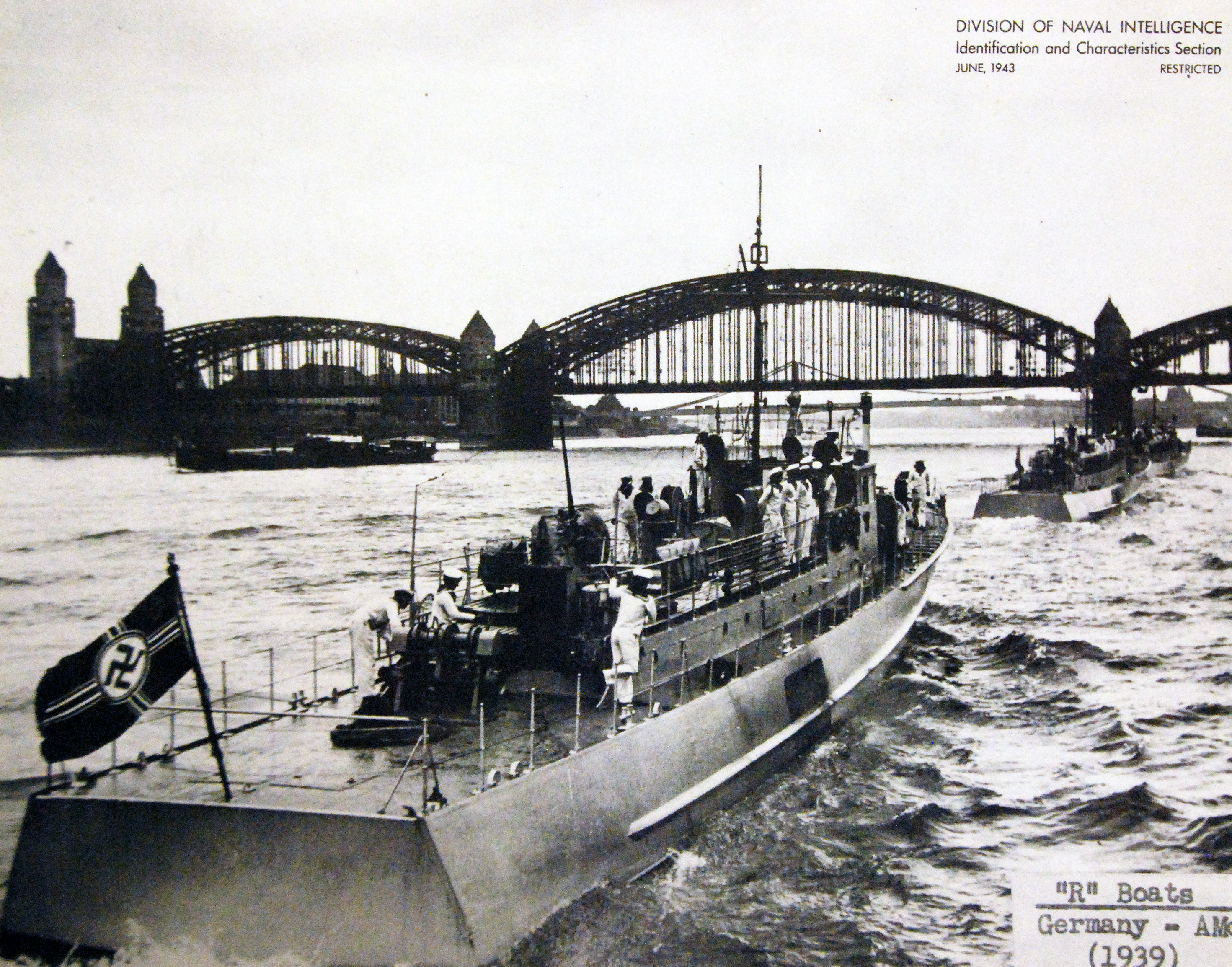
R-Boot in navigazione su un fiume tedesco nel 1939

La versione più grande e armata degli R-Boot venne messa in produzione nel 1942. In questa versione finale gli R-Boot avevano uno scafo lungo 41 metri, largo 5,8 metri e con un pescaggio d 1,7 metri; il dislocamento si aggirava tra le 155 e le 165 tonnellate. La propulsione era garantita da due motori diesel della MAN a otto cilindri, capaci di una potenza di 1.800 hp e che garantivano una velocità massima di 19 nodi. L'armamento di artiglieria era aumentato a un cannone da 37 mm e due o tre mitragliere da 20 mm, mentre a seconda dei compiti potevano essere imbarcate attrezzature di dragaggio, mine navali o bombe di profondità; su alcune unità fu sperimentata l'installazione di un paio di tubi lanciasiluri da 533 mm o di un lanciarazzi da 8,6 cm.